# كو كيونغ-مين
كو كيونغ-مين (الكورية: 고경민) هو لاعب كرة قدم كوري جنوبي في مركز الهجوم، ولد في 11 أبريل 1987 في كوريا الجنوبية. لعب مع إنتشون يونايتد ونادي بوسان أي بارك.

## وصلات خارجية
- كو كيونغ-مين على موقع دوري كوريا الجنوبية (الإنجليزية)
- كو كيونغ-مين على موقع قاعدة بيانات كرة القدم.إي يو (الإنجليزية)